# Dąb Przemko
Dąb Przemko – pomnikowy dąb szypułkowy, rosnący w Kończycach Wielkich, w powiecie cieszyńskim. Opodal rośnie okazalszy Dąb Mieszko.

## Charakterystyka drzewa
To okazały dąb, rosnący na skarpie, stąd też odziomek pnia jest znacznie rozszerzony w szyi korzeniowej. Dąb jest w dobrym stanie zdrowotnym, ma okazałą i zdrową koronę. Jego obwód wynosił w 2015 roku 547 cm (w 2013 – 542 cm), a wysokość to około 29 m. Wiek drzewa szacuje się na około 340 lat.
Na pniu jest zawieszona drewniana kapliczka z wizerunkiem Matki Boskiej z Dzieciątkiem Jezus.
Dąb został pomnikiem przyrody 22 grudnia 1954 roku, na mocy orzeczenia Prezydium Wojewódzkiej Rady Narodowej w Katowicach. W 2005 roku otrzymał swe imię – Przemko.

## Lokalizacja
Dąb rośnie w Kończycach Wielkich, za parkiem pałacowym, przy lokalnej drodze. W pobliżu znajduje się starszy i bardziej znany – Dąb Mieszko.